# Polharrow Burn

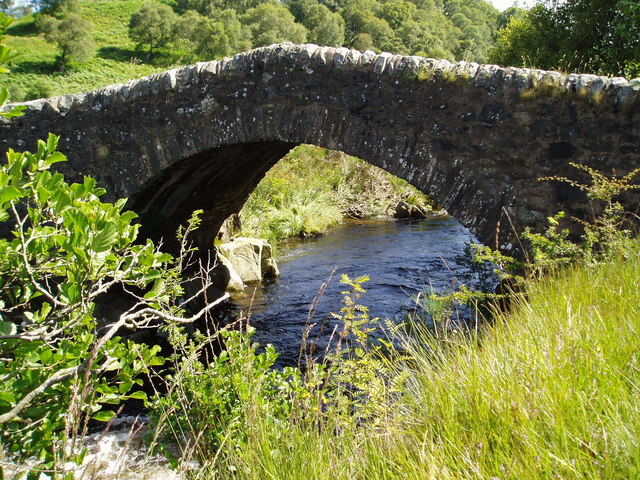
Polharrow Burn.

Polharrow Burn är ett vattendrag i Storbritannien.   Det ligger i riksdelen Skottland, i den centrala delen av landet, 500 km nordväst om huvudstaden London.
Den ger sitt namn till en skotsk countrydans av kryptografen i Bletchley Park och den skotska countrydansrådaren Hugh Foss, som dök upp i hans Glendarroch Scottish Country Dance Collection 1966. Han publicerade flera volymer av dessa från sitt eget intryck, Glendarroch Press. Han bodde i sin pension vid Glendarroch i St John's Town i Dalry och dog 1971.